# Сонечка
Со́нечка (одн. «Со́нечко»), або Кокцінелі́ди, або Божа корівка, або Козулька, або Бедрик, або Со́нечкові (Coccinellidae Latreille, 1807) — відносно невелика родина ряду твердокрилих, яка налічує 5200 видів. Сонечка належать до комах із повним перетворенням (метаморфоз) і у життєвому циклі проходять стадії яйця, личинки, лялечки та імаго. Переважна більшість сонечок — хижаки. Непогано літають, роблячи 85 помахів крил за секунду.
У вивчення біології сонечок та їх використання проти шкідників вагомий внесок зробили ентомологи Й. А. Порчинський, М. А. Теленга і М. П. Дядечко.

## Морфологія

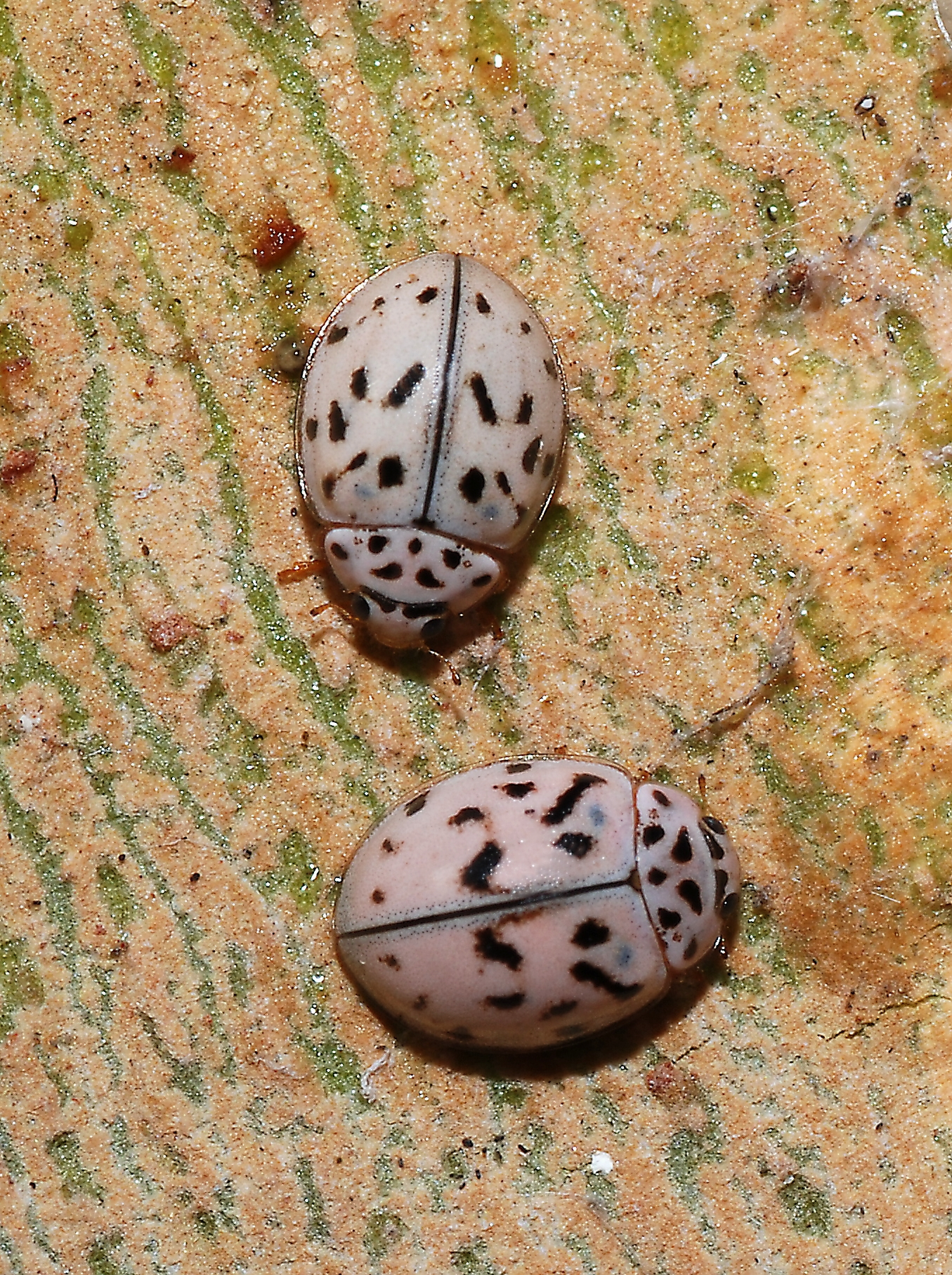
Імаго сингармонії напівкулястої (Synharmonia conglobata)

### Імаго
Молоді імаго завжди яскравіші, ніж їхні старіші родичі, бо вони тьмяніють зі старістю. Проте вони завжди достатньо контрастні, щоб хижаки знали про отруйність цих комах. Якщо вони все ж таки намагаються напасти, сонечко виділяє отруйну пахучу речовину з суглобів ніг. Головні вороги сонечка: павуки, жаби та інші комахи; птахи або інші хребетні на них не полюють.

### Личинка

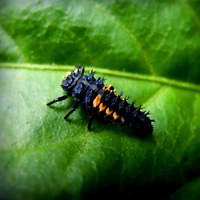
Личинка гармонії аксириди (Harmonia axyridis) третього віку

Личинка сонечка їсть більше, ніж доросла особина.

### Лялечка
Лялечки вільні, прикріплюються до субстрату залишками екзувію личинки. В якості субстрату використовують листя та кору дерев. Часто лялечка має яскраве забарвлення з чорними, жовтими та білими плямами.

## Біологія та життєві цикли
Зазвичай ці комахи живуть від декількох місяців, до року, в залежності від обсягу їжі. Набагато рідше зустрічаються особини віком до 2 років. 

## Систематика
До родини сонечка належить близько 360 родів, от лише деякі з них:
- Adalia
- Coccinellatypus
- Coccinula
- Harmonia
- Hippodamia
- Propylea
- Psyllobora
- Rhyzobius
- Scymnus
- Tytthaspis

## Палеонтологія
В викопному стані сонечка відомі лише з кайнозою. Найдавніші відомі представники знайдені в еоценовому французькому бурштині.

## Екологія

### Консортивні зв'язки
Сонечка — це хижаки. Жуки і личинки живляться попелицями, листоблошками, щитівками і кліщами. Поширеним видом є семикрапкове сонечко, яке також інтродуковане у Північній Америці для боротьби з місцевими і завезеними шкідниками. Рослиноїдні види найширше представлені в тропіках усіх континентів і в субтропіках Південно-Східної Азії.

### Шкодочинність
Серед рослиноїдних сонечок є декілька важливих шкідників сільського господарства. В Україні зустрічаються сонечка, що живляться яблуками. Люцернове сонечко іноді ушкоджує люцерну та висадки цукрового буряку. Зрідка ушкоджує люцерну, конюшину і буркун безкрапкове сонечко.

## Розповсюдження
Зимує в лісосмугах, тріщинах кори дерев.

## Сонечко у культурі
Сонечко цінується за свою корисність і вважається символом удачі, тому в багатьох культурах убивство цієї комахи заборонено. В Європі ця комаха — поширений мотив на поштових марках і листівках з побажаннями щастя. Окрім того, серед маленьких дітей популярні примовки про сонечко.
Інші українські назви сонечка — зозулька, бездрик, бедрик тощо.
У червні 2020 року до розділу найвидатніших світових колекцій Книги рекордів Гіннеса внесли колекцію предметів у вигляді комах-сонечок, яку зібрала жителька Дніпра Надія Комарова. За повідомленням керівниці Національного реєстру рекордів України Лани Вєтрової, колекція пані Комарової налічує 11 680 предметів.